# 帰省ラッシュ
帰省ラッシュ（きせいラッシュ）は、郷里を離れて生活する人が休祝日などに伴い、故郷などへ一時帰省するために起こる一種の民族大移動である。

## 日本における帰省ラッシュ

### 概要
日本では、休祝日・年末年始休暇・ゴールデンウィーク・お盆休み・シルバーウィーク・10月の大型連休などに都市圏に在住している人が出身地である地方などに一時帰省する際に発生する。年末年始休暇、ゴールデンウィーク、お盆休みが過ぎると、今度は都市圏への帰宅によってUターンラッシュが発生する。
帰省ラッシュの際はほとんどの帰省者が自家用車・公共交通機関を使用するため、一般道・高速道路、鉄道、航空機・旅客船の混雑が起こる。そのため、道路では渋滞、鉄道では乗車率の上昇・（指定席の場合は）指定券の不足（特に長距離移動の特急列車・新幹線）、ターミナル駅の混雑、航空機・旅客船では乗客率の上昇・空港・港の混雑といった問題が発生する。また、交通事故が多発し死傷者が出るという問題も帰省ラッシュの時期に発生している。

### 高速道路
高速道路では東名高速の厚木IC付近、東北道の矢板IC付近、中央道の談合坂SAなど、首都圏と地方部の境界部または境界付近の地域で帰省者による渋滞が起こりやすく、渋滞スポットとしてよく知られている。
高速道路各社（NEXCO）では通常の交通情報とは別に詳細な渋滞予測を提供して利用者の便宜を図っており、その他にもETC割引制度における深夜割引や、路線によっては休暇・休日時のピークを外した時間の料金を割り引くなどの社会実験が試みられ、交通が集中する時間帯から混雑を分散させることが行われている。

### 日本国有鉄道（国鉄）の対策
20世紀には高速道路、航空路線といった高速交通網の整備やマイカーの普及がまだ進んでいなかったこともあって、帰省客輸送の大半を日本国有鉄道（国鉄）の在来線が担っていた（新幹線はまだ少数）。21世紀よりも多くの旅客輸送の多くを担っていた国鉄では、1960年代から1970年代前半の帰省ラッシュ時に以下の対策を行っていた。
- 優等列車の始発駅の変更（上野発を品川発に、大阪発を新大阪発や京都発に変更）。東京駅の容量不足のため、東海道本線の臨時列車も品川発で運行。
- 普通列車の始発駅の変更（上野駅始発を大宮や松戸発に、東京駅始発を品川や横浜発に、新宿駅始発を高尾発に変更）。
- 混雑時間帯に上野駅や東京駅に到着する列車の到着駅の変更（上野行きを大宮行きまたは赤羽行き・日暮里行きに、東京行きを品川行きに変更。普通列車のほか、急行列車も対象）。
- 指定席車・自由席車の両数の変更（一部の在来線昼行特急列車を全車指定席とする。逆に東海道新幹線「こだま」や多くの急行列車の普通車は自由席を増やす）。
- 急行列車の始発駅において、「発駅着席券」（一部はワッペン形状のものもあった）を発売。
- 指定券の発売区間や発売枚数を制限する（長距離列車で遠距離区間のみ指定券を発売）。
- 寝台車や食堂車を普通自由席車に置き換える。
- 主要駅にはテントなどを使用した待ち合わせ場所の設定。

そのほか、全国各地から予備車や有休車をかき集めて活用し、保有車両を極限まで使用した臨時列車の運行が行われた。予め旅客列車のダイヤとして設定されていた季節列車や予定臨時列車だけでなく、お盆や年末年始の期間は貨物列車の運行本数も減少するため、その貨物列車のダイヤを臨時旅客列車に転用する形でも行われた。都心のターミナル駅を発車する夜行列車は午前1時台発まで各種列車が10分ないし15分の間隔で設定されたほか、急行「あおもり」（1968年から1973年まで、名古屋駅〈または浜松駅・静岡駅〉から青森駅までを、東海道本線 - 東京駅 - 上野駅 - 東北本線または常磐線経由で運行）のような、通常は運行されない経路での列車も運行された。「上野東京ライン」も参照。

## 中国における帰省ラッシュ

### 春節帰省
中国では旧正月の春節に帰省する人が多く、例年約30億人が移動し「民族大移動」と呼ばれるほど大混雑となるため、1月下旬から3月中旬にかけて「春運」と呼ばれる特別輸送体制がとられる。2021年の春節は新型コロナウイルスによる規制自粛があり、特に公務員や国有企業の職員は帰省禁止となり、農村への帰省者にはPCR検査の陰性証明（帰省日から7日以内）と14日間の自宅観察が義務づけられたため、帰省する人の推計は11億5200万人となった。

### 春節以外の帰省
4月上旬の清明節の連休期間には観光などの外出とともに帰省を行う人もいる。
また、労働節（メーデー）の休日を利用して帰省する人も多く、中国国家鉄路集団の発表では2021年4月29日から5月6日までの国内鉄道旅客数は帰省や観光旅行の集中により延べ1億1700万人だった。
旧暦5月5日（新暦では6月）の端午節前後の連休にも旅行や帰省による人々の移動があり、中国交通運輸部によると2021年6月12日から14日の鉄道、道路、船舶、航空での旅客輸送量は延べ1億2400万人だったと発表した。

## その他の地域における帰省ラッシュ
- アメリカにも、日本と同じように帰省ラッシュがある。サンクスギビング（感謝祭）やクリスマスを家族と過ごす習慣があり、この時期に帰省ラッシュが発生する。また、独立記念日前後は夏のバカンスシーズンでもあるため、帰省に加えて旅行客も増え、空港が大変混雑する。
- ヨーロッパ各国でも、帰省ラッシュに類する混雑は存在する。ただし、州によって学校の休暇時期をずらすなど、混雑への対策が取られている国もある。
- 韓国では旧正月と秋夕に帰省する人が多く、各交通機関は大混雑し、高速道路はソウル特別市と京畿道の一部のインターチェンジで出入規制が行われる。
- ムスリムの多いインドネシア、マレーシア、パキスタン、バングラデシュなどではラマダーン明けの大祭の前後に帰省ラッシュが発生する。
- インドでは10月〜11月、ヒンズー教の祭典であるディーワーリーの前後に帰省ラッシュが発生する。
- タイでは4月、旧正月であるソンクラーンの前後に帰省ラッシュが発生する。